# Avernakø

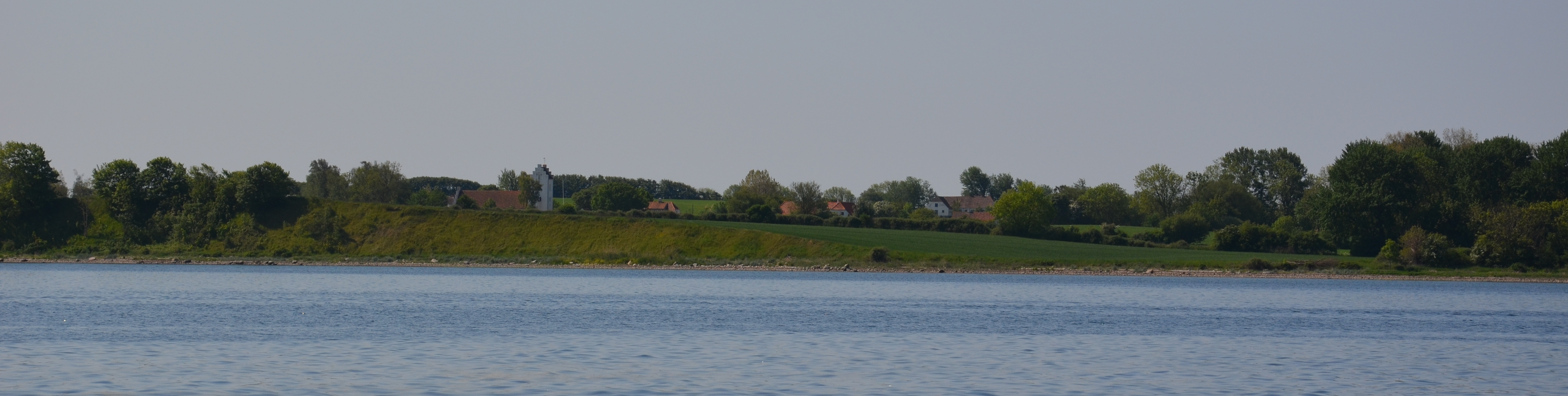
Cảnh làng Avernakø.

Avernakø là 1 đảo nhỏ của Đan Mạch, ở phía nam đảo Fyn. Đảo có dạng thuôn, dài khoảng 8 km, diện tích là 5,9 km² với 110 cư dân (năm 2006).
Nguyên thủy, đảo có tên là Ar-nache, (Ar = chim đại bàng, nache = nơi, chốn: "nơi đại bàng cư ngụ") và cho tới năm 1937 gồm 2 đảo nhỏ Avernak và Korshavn, nối với nhau bằng quãng đất lầy dài khoảng 700 m gọi là drej (khúc quẹo). Thập niên 1930 người ta bắt đầu đắp đường đê ở chỗ quẹo này và hoàn thành năm 1937. Đảo có 1 nhà thờ và trước kia cũng có 1 trường học, nhưng nay đã bị hư hại. Các trẻ em trên đảo phải đi phà sang học bên đảo Lyø.
Về hành chính, Avernakø trực thuộc thị xã Faaborg-Midtfyn và [[Vùng Nam Đan Mạch.
Về giao thông, có tuyến tàu phà từ thành phố Faaborg (nam đảo Fyn) và từ đảo Lyø tới đảo này.